# Curtiss F11C Goshawk
Artykuł ten został zgłoszony do umieszczenia na stronie głównej w rubryce „Czy wiesz”.
Pomóż nam go sprawdzić: oceń zgłoszoną nominację.
Curtiss F11C Goshawk (dosł. z ang. jastrząb) – dwupłatowy samolot Marynarki Wojennej Stanów Zjednoczonych z lat 30. XX wieku, który był częścią długiej linii samolotów serii Hawk produkowanych przez Curtiss Aeroplane and Motor Company dla amerykańskiej marynarki oraz na eksport.

## Projekt i rozwój
W kwietniu 1932 roku, gdy Curtiss planował Model 35B, Marynarka Wojenna Stanów Zjednoczonych zawarła z producentem kontrakt na ulepszoną wersję Modelu 34C, F6C, oznaczoną jako F11C. Wprowadzono w niej istotne zmiany, takie jak silnik gwiazdowy Wright R-1510-98 o mocy 600 KM, jednoramienne podwozie typu cantilever, nieznacznie zwiększony odstęp między płatami, metalowe, a nie pokryte płótnem powierzchnie sterowe oraz uzbrojenie oparte na dwóch stałych karabinach maszynowych Browning M1919 kal. 7,62 mm strzelających do przodu, uzupełnione o pylon pod kadłubem do zawieszenia bomby o masie 215 kg lub dodatkowego zbiornika paliwa. Curtiss zaprojektował nową maszynę jako Model 64 Goshawk, z oznaczeniem Marynarki Wojennej Stanów Zjednoczonych XF11C-1 (później XBFC-1 po przyjęciu oznaczenia BF dla kategorii myśliwców bombardujących). Samolot miał metalową konstrukcję pokrytą płótnem, wykorzystywał konstrukcję skrzydeł wycofanego YP-23 i został ukończony we wrześniu 1932 roku .
Krótko przed zamówieniem XF11C-1, Marynarka Wojenna zakupiła należący do firmy egzemplarz demonstracyjny Model 64A. Wyposażony był on w silnik Wright R-1820-78 Cyclone, nieco dłuższe golenie podwozia głównego z kołami wyposażonymi w opony niskociśnieniowe, kółko ogonowe zamiast wcześniejszej płozy ogonowej, pokryte płótnem powierzchnie sterowe na ogonie oraz zewnętrzne mocowanie pylonów pod skrzydłami na lekkie bomby, dodatkowy zbiornik paliwa o pojemności 189 litrów lub podpory, która pozwalała na odchylenie bomby od tarczy śmigła przed jej zrzuceniem podczas ataku nurkowego .
Próby w locie XF11C-2 (później przemianowanego na XBFC-2) ujawniły potrzebę wprowadzenia kilku drobnych zmian. Po wprowadzeniu zmian, XF11C-2 zaczęto uważać za prototyp F11C-2, z którego 28 egzemplarzy zamówiono w październiku 1932 roku jako dwuzadaniowe samoloty myśliwsko-bombowe .
Od marca 1934 roku F11C były modernizowane, wprowadzono półzamkniętą kabinę pilota i szereg innych modyfikacji, po czym nowe samoloty otrzymały zmienione oznaczenie BFC-2 w uznaniu ich roli myśliwsko-bombowej lub, jak to określała US Navy, bombowo-myśliwskiej . Ostatni samolot w ramach kontraktu na XF11C-2 został przebudowany na prototyp XF11C-3, wyposażony w mocniejszy silnik R-1820-80 i ręcznie sterowane chowane podwozie.

## Historia operacyjna

Curtiss XF11C-3 lecący nad chmurami ze schowanym podwoziem i hakiem ogonowym

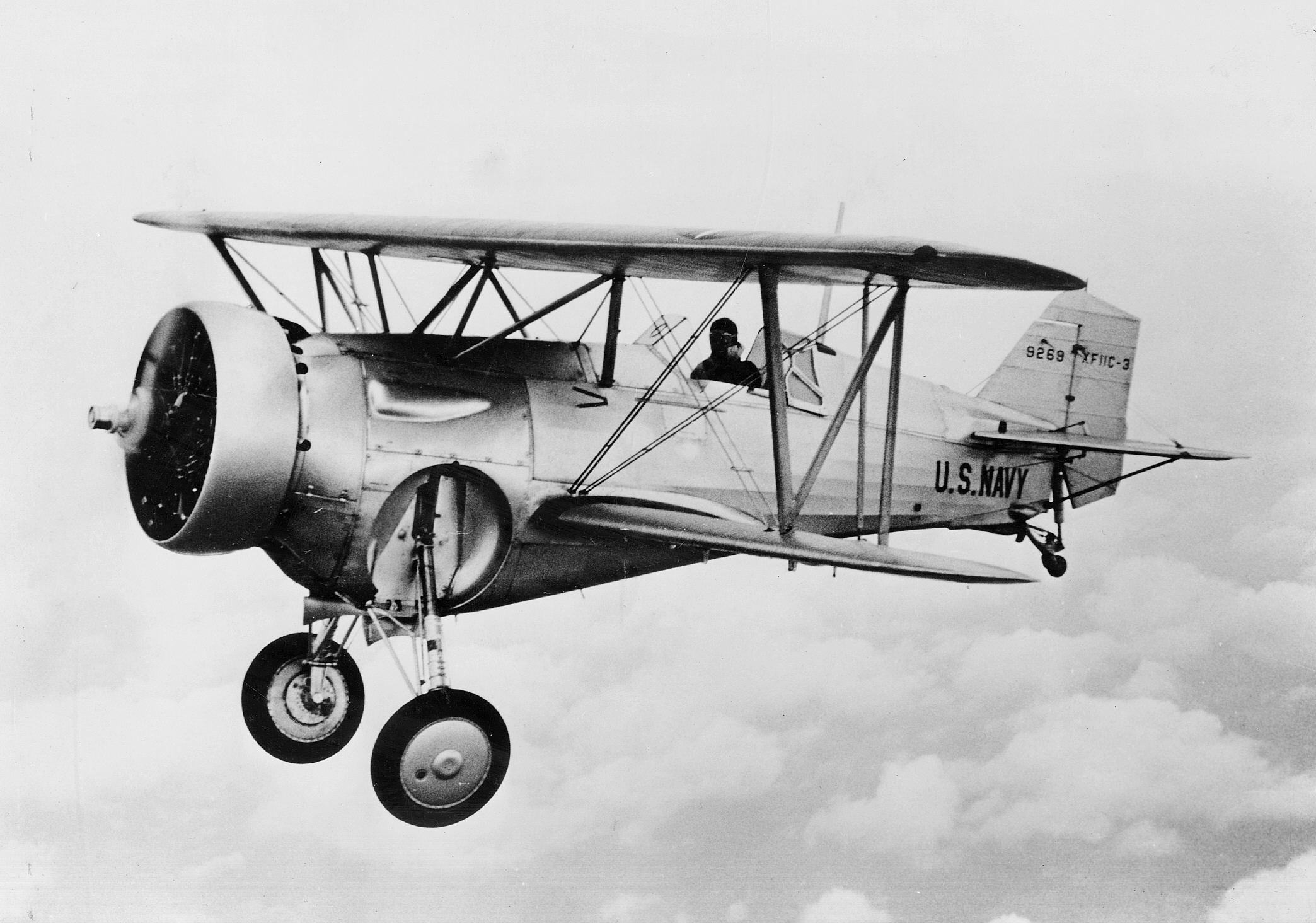
XF11C-3 Goshawk w locie testowym

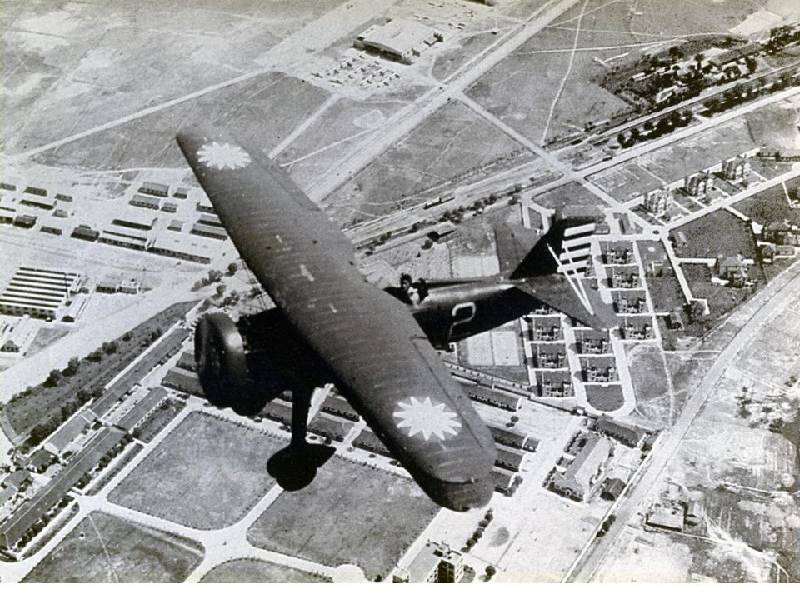
Chiński F11C/Hawk II podczas II wojny chińsko-japońskiej

Jedynymi jednostkami Marynarki Wojennej Stanów Zjednoczonych, które używały F11C-2, były słynna High Hat Squadron, eskadra VF-1B, stacjonująca na pokładzie lotniskowca USS „Saratoga”, oraz eskadra VB-6, na krótko przydzielona do USS „Enterprise”. W marcu 1934 roku, kiedy samoloty przemianowano na BFC-2, High Hat Squadron przemianowano na VB-2B, a następnie na VB-3B i zachowała ona swoje BFC-2 do lutego 1938 roku. VB-6 nigdy nie wszedł na pokład „Enterprise” z bombowcami BFC .
F11C-2 Goshawk był produkowany w dwóch wersjach eksportowych jako myśliwce Hawk I i Hawk II. Zasadniczo zmodyfikowany XF11C-2, Hawk II został wyposażony w silnik Wright R-1820F-3 Cyclone o mocy 710 KM na wysokości 1676 m i zbiornik paliwa o objętości 356 litrów, podczas gdy Hawk I zabierał zapas tylko 189 litrów paliwa. Obie wersje miały to samo uzbrojenie, co krajowy F11C-2. Tylko Hawk II został wyeksportowany masowo do Turcji, pierwszy klient odebrał 19 sztuk 30 sierpnia 1932 roku. Kolumbia złożyła zamówienie pod koniec października 1932 roku, otrzymując początkową partię czterech wyposażonych w podwójne pływaki Hawk II, pierwsze z 26 myśliwców pływakowych dostarczonych do końca lipca 1934 roku. Kolumbijskie Siły Powietrzne używały Hawk II i F11C-2 z pływakami w wojnie kolumbijsko-peruwiańskiej w latach 1932–1933. Dziewięć Hawk II dostarczono do Boliwii, z czego trzy miały wymienne podwozie kołowo-pływakowe; cztery dostarczono do Chile, cztery na Kubę, dwa do Niemiec, jeden do Norwegii i 12 do Tajlandii jako Hawk III.
Siły Powietrzne Republiki Chińskiej otrzymały 52 egzemplarzy F11C oznaczone jako Hawk II i używały ich do walki z Japończykami podczas II wojny chińsko-japońskiej. Dowódca eskadry Hawk II, kpt. Chan Kee-Wong z 28 Eskadry 5 Grupy Myśliwskiej stacjonującej w bazie lotniczej Chuyung, broniącej Nankinu w najgorętszym momencie wojny, zgłosił asystę w zestrzeleniu średnio-ciężkiego bombowca G3M 15 sierpnia 1937 roku. On i połowa jego eskadry zostali wkrótce wysłani do Taiyuanu na północnym froncie wojny w Chinach, gdzie wsławili się zestrzeleniem majora Hiroshiego Miwy (byłego instruktora pilotażu w korpusie lotniczym Armii Fengtian Zhanga Xuelianga), dowódcy 16 Eskadry „Hiko Rentai” i 1 Eskadry „Daitai” złożonej z myśliwców Ki-10 podczas bitwy o Taiyuan. Chiny były głównym polem bitwy F11C podczas II wojny światowej.
Tajskie Hawki III również brały udział w walkach podczas II wojny światowej, m.in. przeciwko Królewskim Siłom Powietrznym. 8 kwietnia 1944 roku jeden Hawk III został zestrzelony przez myśliwiec Bristol Beaufighter z 211 Dywizjonu RAF nad Lamphun, a pilot zestrzelonego samolotu wyskoczył na spadochronie.

## Warianty
XF11C-1 (Model 64)
Pierwszy prototyp wywodzący się z samolotu F6C Hawk.
XF11C-2 (Model 64A)
Drugi prototyp, przemianowany na XBFC-2.
F11C-2 (Model 64A)
Wersja produkcyjna, przemianowana na BFC-2; wyprodukowano 28 sztuk.
XF11C-3 (Model 67)
Jeden samolot F11C-2 wyposażony w chowane podwozie i silnik R-1820-80 o mocy 700 KM, później przemianowany na myśliwiec bombardujący XBF2C-1.
BFC-2 Hawk
Zmiana oznaczenia F11C-2.
B.Kh.9
(taj. บ.ข.๙) Oznaczenie Hawk II w Królewskich Tajlandzkich Siłach Powietrznych.

## Użytkownicy
Boliwia
- Fuerza Aérea Argentina

 Chile
- Fuerza Aérea de Chile

 Chiny

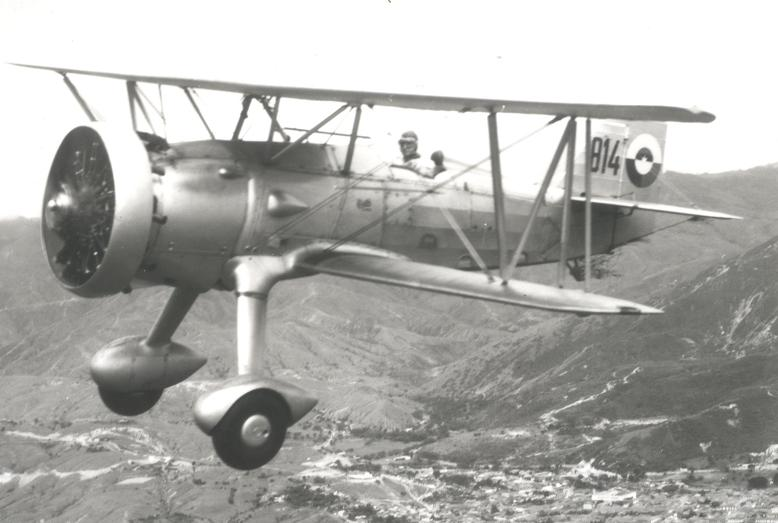
Hawk II F11C Kolumbijskich Sił Powietrznych podczas wojny z Peru

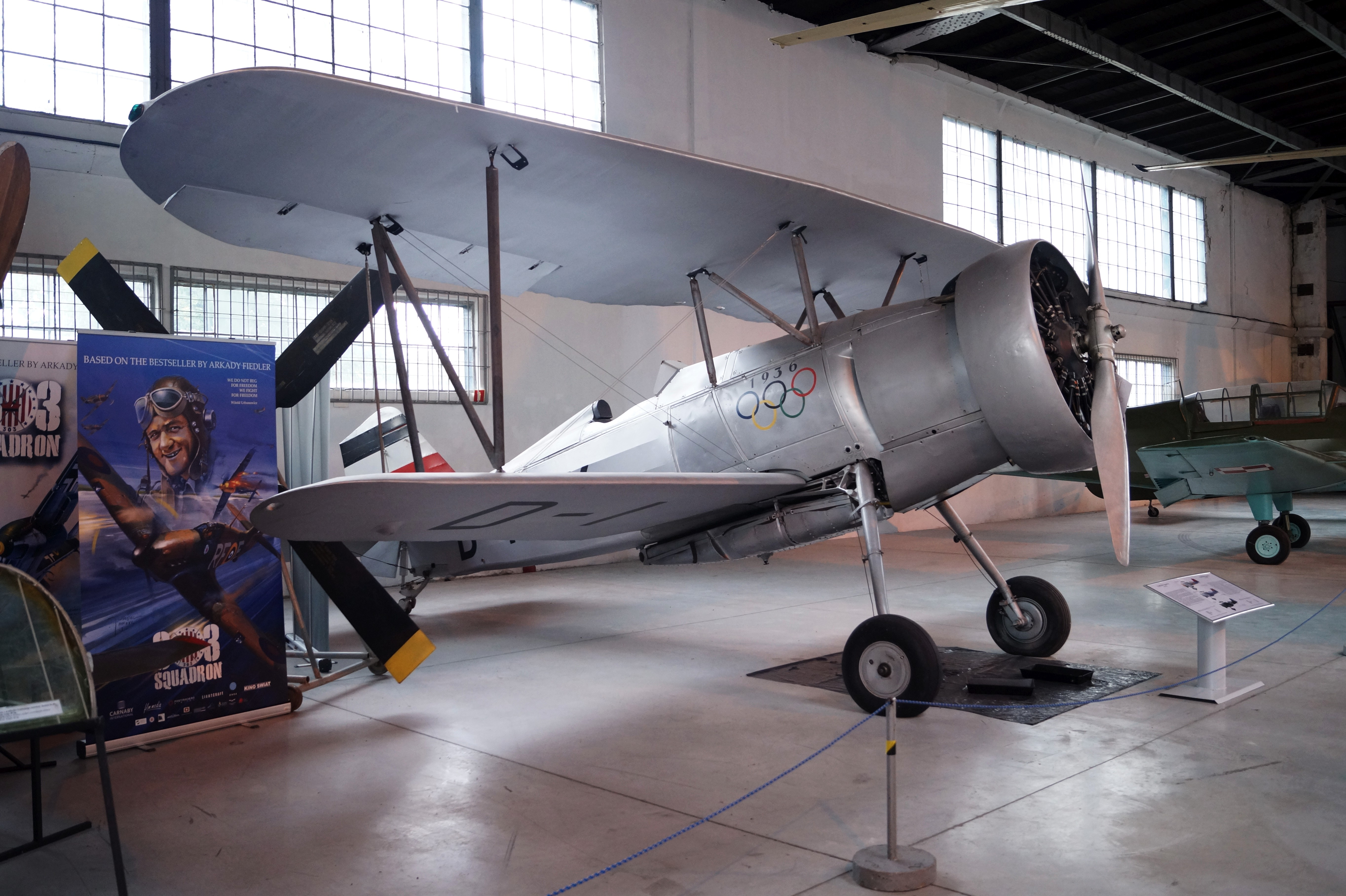
Curtiss Hawk II (D-IRIK) Ernesta Udeta na ekspozycji Muzeum Lotnictwa Polskiego

- Siły Powietrzne Republiki Chińskiej

 Kuba
- Kubańskie Siły Powietrzne

 III Rzesza
- Niemcy zakupiły dwa samoloty do testów. Jeden z nich, D-3165, został przetestowany jako wodnosamolot.

 Kolumbia
- Kolumbijskie Siły Powietrzne

 Norwegia
- Norweskie Siły Powietrzne – Jeden samolot zakupiono w celach ewaluacyjnych.

 Tajlandia
- Królewskie Tajskie Siły Powietrzne

 Turcja
- Tureckie Siły Powietrzne

 Peru
- Marina de Guerra del Perú – W marcu 1933 roku zakupiono trzy samoloty wyposażone w pływaki. W 1934 roku dokupiono cztery dodatkowe maszyny.

 Stany Zjednoczone
- United States Navy używała 28 samolotów z lotniskowca „Saratoga”.

## Zachowane egzemplarze
Wiosną 1933 roku Franz Muller, wysoki rangą urzędnik Ministerstwa Lotnictwa Rzeszy, poinformował Hermanna Göringa, że marszałek Ernst Udet zwrócił się do niego z prośbą o zgodę na zakup dwóch samolotów Goshawk do prób bombardowań w locie nurkowym. Göring autoryzował fundusze za pośrednictwem ambasady niemieckiej w Waszyngtonie. W październiku 1933 roku dwa samoloty Goshawk przybyły do Bremerhaven na pokładzie liniowca SS „Europa” . Udet używał jednego z tych samolotów (oznaczonych jako D-IRIK) podczas pokazów akrobacyjnych na otwarciu Letnich Igrzysk Olimpijskich w 1936 roku. Samolot przetrwał wojnę i został ostatecznie odnaleziony na polu pod Krakowem, a obecnie jest eksponowany w Muzeum Lotnictwa Polskiego.
Jeden BFC-2 znajduje się w Narodowym Muzeum Lotnictwa Morskiego w Pensacola na Florydzie.
Jedyny egzemplarz Hawk III został odrestaurowany przez Muzeum Królewskich Tajskich Sił Powietrznych. Samolot wystawiony na ekspozycji ma oznaczenia identyfikujące go jako należącego do 4 Skrzydła. Maszyna służyła w tajskim lotnictwie w latach 1934–1949.